# Union sportive du Pays de Saint-Omer
Actualités
L'Union sportive du Pays de Saint-Omer (ou USPSO) est un club omnisports français comprenant notamment une section football fondé en 1899 à Saint-Omer contient deux titres de championnat de Division d'honneur et un titre de la division 4.
Le club évolue en championnat de Régional 1 Hauts de France après avoir été relégué en 2022.

## Historique
L'USSO connaît son heure de gloire en 1992, lorsqu'elle arrive en 8e de finale de la Coupe de France où elle concède une défaite à l'AS Monaco (2-4).
Saint-Omer brille également lors de la saison 2008-2009, lorsque le club qui évolue en DH  élimine l'Amiens SC (Ligue 2), lors du septième tour de la Coupe de France.
Une défaite à domicile, face à Marck (1-2), le 16 juin 2013, fait tomber l'USSO en DHR, la septième division du foot français mais est repêché en DH.
Lors de la saison 2013/2014 l'USSO parvient à se maintenir en DH avec une 7e place.
La saison 2014/2015 voit les unionistes être à la lutte pour une place sur le podium, et pourquoi pas une montée en CFA2. Cela viendrait récompenser l'USSO de son beau parcours en Coupe de France (élimination en 32e de finale face à l'Iris Croix, devant 3 500 personnes.)
En novembre 2015, l'USSO crée la surprise en éliminant Le Havre Athletic Club (football) qui est alors 4e du Championnat de France de football de Ligue 2 lors du 7e tour de la Coupe de France de football sur le score de 2 à 0, les buteurs sont: Tony Koscyzewski et Julien Perrault.
En décembre 2015, l'USSO joue contre Union sportive Boulogne Côte d'Opale. Malgré une égalisation de Romain Belloy à la 89e minute (2-2), l'USSO est éliminée de la coupe de France aux tirs au but (4-3) en 32e de finale.
À la fin de la saison 2016-17, l'USSO est relégué en DHR (régionale 2).
En 2020, le club est promu en National 3, en tant que meilleur deuxième de Régional 1.
En 2020, le club change son nom à la suite d'une fusion entre USSO et FC Tatinghem, Union Sportive Saint Omer (USSO) devient donc Union Sportive Pays de Saint Omer (USPSO).
À l'issue de la saison 2021-2022, le club termine 12e sur 14 avec un total de 29 points. La réserve du RC Lens est reléguée de National 2 à National 3 la même saison ce qui contraint l'USPSO à être relégué en Régional 1 (la place de 12e de National 3 n'étant relégable que si un club de la région du niveau supérieur est relégué).

## Identité du club

### Logos

Ancien logo.
Logo jusqu'en 2016.
Logo de 2016 à 2020.
Logo du club depuis 2020.

## Palmarès
- Champion de DH du Nord :
  - Champion : 1975, 2009

- Championnat de Division 4 :
  - Champion : 1989

## Entraîneurs
- 1982-1987 :  Alexandre Stassievitch
- 1988-1994 : / Ladislas Lozano
- 2015-2016 :  Jérôme Dutitre